# Domenico Monleone
Domenico Monleone (Gènova, 4 de gener de 1875 - Gènova, 15 de gener de 1942) fou un compositor italià d'òperes, sobretot conegut per la seva òpera Cavalleria rusticana de 1907.
Aquesta òpera va rivalitzar per un temps amb l'èxit de l'obra de Mascagni del mateix nom i la mateixa font. De fet, va ser la tercera òpera que es basava en l'adaptació teatral de Giovanni Verga de la seva pròpia història curta, Cavalleria rusticana (1884). Mala Pasqua! de Stanislao Gastaldon (1888) havia sigut la primera, i la més famosa òpera de Mascagni (1890), la segona. Mascagni i els seus advocats van intervenir i Monleone va haver d'ajustar l'òpera a un nou llibret.
Dels estudis sobre el complex cas legal, entre altres reconstruïts per Sarah Zappulla Muscarà, Chiara Di Dino, Gino Raya i Robert Baxter, resulta que l'obra va ser prohibida a Monleone per a Itàlia i altres països, i el mestre genovès va reutilitzar la música adaptant-lo a un altre llibre, La giostra dei falchi, de 1914. L'obra "siciliana" de Domenico Monleone ha estat objecte recentment d'un renaixement, transmès per ràdio a Albània (Tirana) i representat a França (Montpeller), el 2001.

## Òperes
- Cavalleria rusticana, 2 de maig de 1907, Amsterdam
- Una novella del Boccaccio, 26 de maig de 1909, Gènova
- Alba eroica, 5 de maig de 1910, Gènova
- Arabesca, 3 de novembre de 1913, Roma
- La giostra dei falchi, melodramma en 1 pròleg i 1 acte - la música de Cavalleria rusticana en un nou llibret, 18 de febrer de 1914, Teatro Verdi (Florència)
- Suona la ritirata, 23 de maig de 1916, Milà
- Fauvette, 3 de febrer de 1926, Gènova
- Il mistero, 7 de maig de 1921, Teatro La Fenice de Venècia amb Aureliano Pertile i Mariano Stabile (cantante), després, revisada, el 1934 a Torí
- Scheuggio Campanna, 1928, Gènova
- La ronda di notte del Rembrandt, 1933 Gènova
- Notte di nozze, 17 de setembre de 1940, Bèrgam